# Papilionella spasskii
Papilionella spasskii is een hydroïdpoliep uit de familie Sertulariidae. De poliep komt uit het geslacht Papilionella. Papilionella spasskii werd in 1947 voor het eerst wetenschappelijk beschreven door Fenyuk. 